# Gavião Kyikatejê Futebol Clube
Il Gavião Kyikatejê Futebol Clube, meglio noto come Gavião Kyikatejê, è una società calcistica brasiliana con sede nella città di Bom Jesus do Tocantins. Tuttavia, gioca le partite casalinghe nella vicina Marabá. È il primo club professionistico in Brasile ad essere fondato dagli indigeni, i Kyikatejê-gavião.

## Storia
Il club è stato fondato nel 1981 come Castanheira Esporte Clube. Nel 2007, la tribù dei Kyikatejê-gavião acquisirono il titolo sportivo del Castanheira. Inizialmente prendeva parte al campionato amatoriale locale, in un'occasione vincendolo anche.
Nel 2009, ha ottenuto lo status di club professionistico e si è iscritto alla seconda divisione del Campionato Paraense. Nel 2010, il club ha terminato al terzo posto. Nel 2013, il club è stato finalista ed è stato promosso per la prima volta nella massima serie statale. Il club ha giocato due stagioni nella massima serie statale, prima di retrocedere.